# بريجيت شيم
بريجيت شيم (بالإنجليزية: Brigitte shim )‏ (من مواليد 8 ديسمبر 1958 في كينغستون ، جامايكا) هي مهندسة معمارية كندية وشريك مؤسس لشركة شيم ساتكلف للهندسة المعمارية، وهي مؤسسة مقرها تورونتو تأسست في عام 1994. تعمل كل من شيم وساتكلف بشكل تعاوني منذ أن التقيا في جامعة واترلو. وهي موظفة مستثمرة في منظمة «من أجل كندا» لمساهماتها كمهندسة معمارية، حيث صممت هياكل تثرى المجال للعام. وتشمل مشاريعها تورنتو لانواي هاوس (تورنتو، 1993) ؛ انتجرال هاوس Toronto، 2009 ، الذي فاز بجائزة AIA Honor في عام 2012 ؛ وزيرنج ستيل هاوس تورنتو، 2001؛ منزل علي رافين ايدج تورنتو، 2011 ؛ وجنان حديقة وبركه عاكسة ووماسوكاكا بيتهاوس. وقد فازت بريجيت شيم بميدالية الحاكم العام في العمارة ثلاث عشرة مرة (أربع مرات بشكل مستقل، وتسع مرات كمعماري شيم-سوتكليف). 
وهي أستاذة جامعية في كلية الهندسة المعمارية بجامعة جون دانيالز بجامعة تورونتو ، وهي تحاضر على نطاق واسع، وكانت هي أستاذة زيارة إلى إيرو سارينن في جامعة ييل.